# Littorinazee
| Holoceen                               | Oostzee          | 5000 - 0        |
| Holoceen                               | Littorinazee     | 8500 - 5000     |
| Holoceen                               | Ancylusmeer      | 10.700 - 8500   |
| Holoceen                               | Yoldiazee        | 11.600 - 10.700 |
| Pleistoceen                            | Baltisch IJsmeer | 15.000 - 11.600 |
| Ouderdomfases gebaseerd op Björck 2008 |                  |                 |

De Littorinazee was een fase in de ontwikkeling van de Oostzee in het midden van het Holoceen. De zee ontstond 8500 jaar geleden (BP) toen er verbinding kwam tussen het Ancylusmeer en het Kattegat. Het globale zeeniveau was zodanig gestegen dat de Grote Belt weer onder invloed kwam te staan van de zee en het Ancylusmeer geleidelijk aan weer zout werd en veranderde in de Littorinazee. De Littorinazee is genoemd naar de zoutwaterslak Littorina littorea (Alikruik), die in het sediment uit de tijd van de zee gevonden wordt. In Nederland komt deze soort thans algemeen voor in het littoraal van de zeekust, op (basalt) stenen van havenhoofden, pieren en kust beschoeiing.